# 阿特伍德鎮區 (北達科他州基德縣)
阿特伍德鎮區（英語：Atwood Township）是位於美國北達科他州基德縣的一個鎮區。

## 地方資料
阿特伍德鎮區的面積為92.01平方千米，當中陸地面積為86.74平方千米，而水域面積為5.27平方千米。根據2020年美國人口普查的數據，當地共有人口15人，而人口密度為每平方千米0.16人。